# Zgorzelec Ujazd
Zgorzelec Ujazd (niem. Moys, gł. Mojiš, potocznie Mojs) – dzielnica Zgorzelca położona w jego południowej części u ujścia Czerwonej Wody do Nysy Łużyckiej.
Pierwsze wzmianki o wsi o nazwie Moys na prawym brzegu Nysy pochodzą z roku 1309. Od XV w. wieś należała do miasta Görlitz.
7 września 1757 roku na wzgórzu Holzberg zwanym później Jäckelsberg stoczono jedną z bitew wojny siedmioletniej zwanej bitwą pod Moys.
Moys należał do tej części Łużyc, która w roku 1815 została przydzielona do Śląska.
W połowie XIX wieku Moys przybrał charakter miejski. Decydującym czynnikiem było wybudowanie 1 września 1847 roku linii kolejowej między Węglińcem a Görlitz oraz uruchomienie dworca kolejowego.
W 1865 wybudowano rozwidlenie Śląskiej Kolejki Górskiej do Lubania i Jeleniej Góry i dalej w stronę Karkonoszy, która już w 1869 kursowała przez Podgórze i Wałbrzych do Starego Zdroju.
W 1877 Moys otrzymał nowy budynek dworca.
Oprócz różnych gałęzi przemysłu działały tu kopalnie węgla brunatnego. Najbardziej znaną była kopalnia Friedrich Anna. Plany kopalni można znaleźć w archiwum górniczym we Freibergu. W 1928 r. kopalnia została zamknięta ze względu na niską rentowność oraz częste wypadki. Do dzisiaj w niektórych miejscach można rozpoznać szkody górnicze będące skutkiem działalności tej kopalni.
W następstwie rozwoju Moys z dawnej miejscowości rolniczej 1 czerwca 1929 roku stał się przedmieściem Görlitz.
W 1939 na południe od Moys powstał obóz dla jeńców wojennych Stalag VIII A.
Po zakończeniu II wojny światowej w następstwie podziału miasta wzdłuż Nysy Moys otrzymał nazwę Ujazd i został wcielony do miasta Zgorzelec a niemieccy mieszkańcy zostali wysiedleni.
Dworzec Zgorzelec-Ujazd z biegiem lat tracił na znaczeniu zwłaszcza po wybudowaniu łącznika między dworcem Jerzmanki a Zgorzelec Miasto.
W dzielnicy znajdują się: Parafia pw. św. Jana Chrzciciela, Parafia pw. Matki Bożej Łaskawej, szkoła podstawowa nr 2, gimnazjum nr 2, stacja kolejowa Zgorzelec-Ujazd, oddział poczty oraz zakłady przemysłu odzieżowego.